# Amundsen-Scott
Amundsen-Scott South Pole Station – amerykańska stacja naukowo-badawcza w Antarktydzie Wschodniej, na biegunie geograficznym, na wysokości 2830 m. Została założona w 1957 roku w ramach Międzynarodowego Roku Geofizycznego i nazwana na cześć dwóch zdobywców bieguna południowego: Roalda Amundsena i Roberta Falcona Scotta. Obsługiwana jest przez United States Antarctic Program.

## Opis
Stacja zlokalizowana jest na południowym biegunie geograficznym, na wysokości 2830 m. Miąższość lądolodu w jej rejonie wynosi 2850 m. W 2018 roku w tym miejscu otwarto trzecią z kolei stację, która została zbudowana na palach i wznosi się ponad lodem. Amundsen-Scott jest zaopatrywany drogą lotniczą.
Stacja jest w stanie przyjąć do 250 osób. Zimą 1996 roku stacjonowała rekordowa liczba osób – 27.
Średnia roczna temperatura powietrza wynosi prawie −49 °C, a średnie temperatury miesięczne wahają się od −27,7 °C w grudniu do −60 °C w lipcu. Średnia roczna prędkość wiatru to ponad 5 m/s, a rekordowa prędkość podmuchów wyniosła 24 m/s.
W stacji noc polarna trwa 6 miesięcy. Amundsen-Scott z racji położenia służy jako baza transkontynentalna dla ekspedycji naukowych.
Na terenie stacji prowadzone są przede wszystkim badania z zakresu astronomii i astrofizyki, w których jest wykorzystywany radioteleskop South Pole Telescope, badania sejsmologiczne, a także badania nad składem atmosfery.

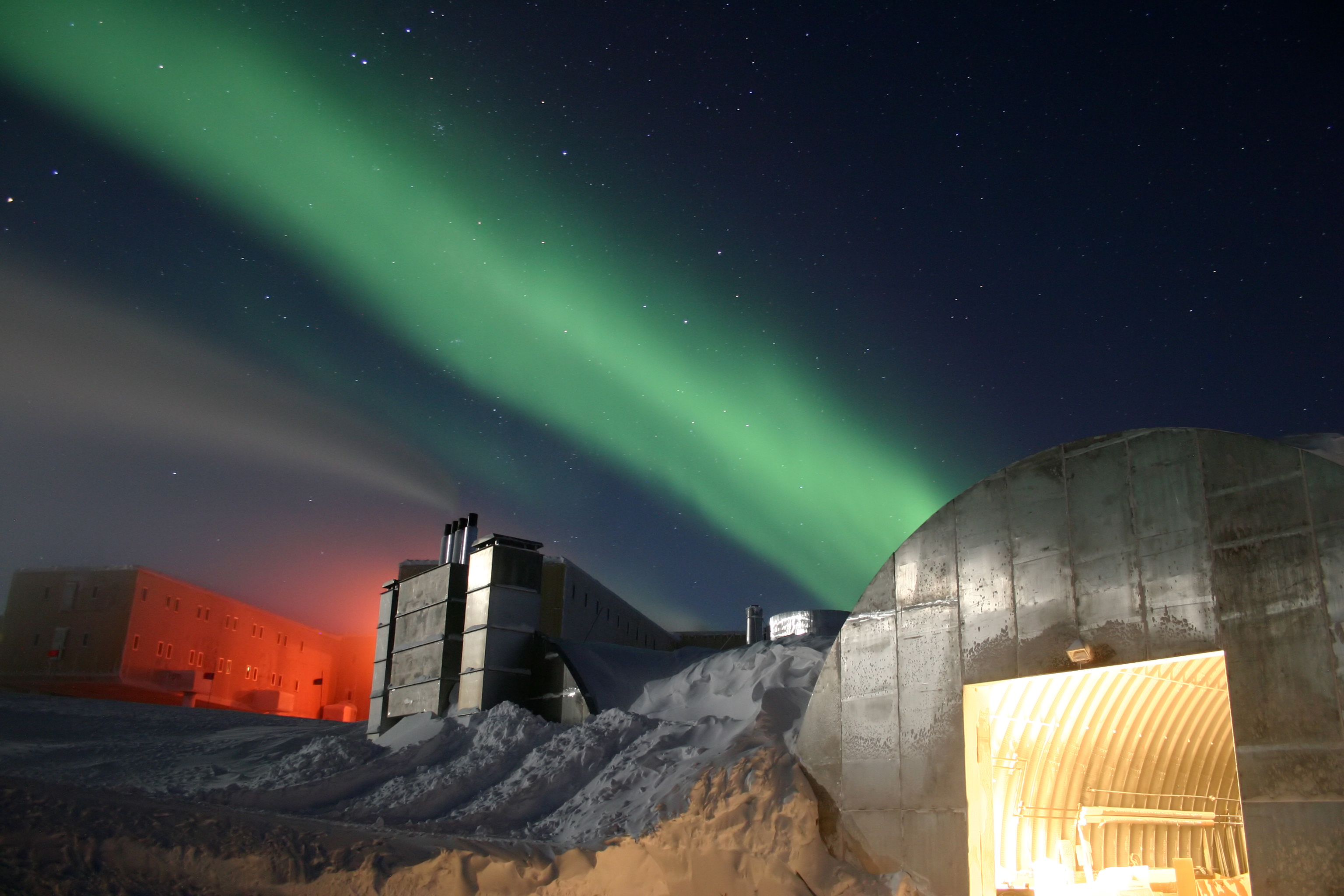
Stacja Amundsen-Scott nocą
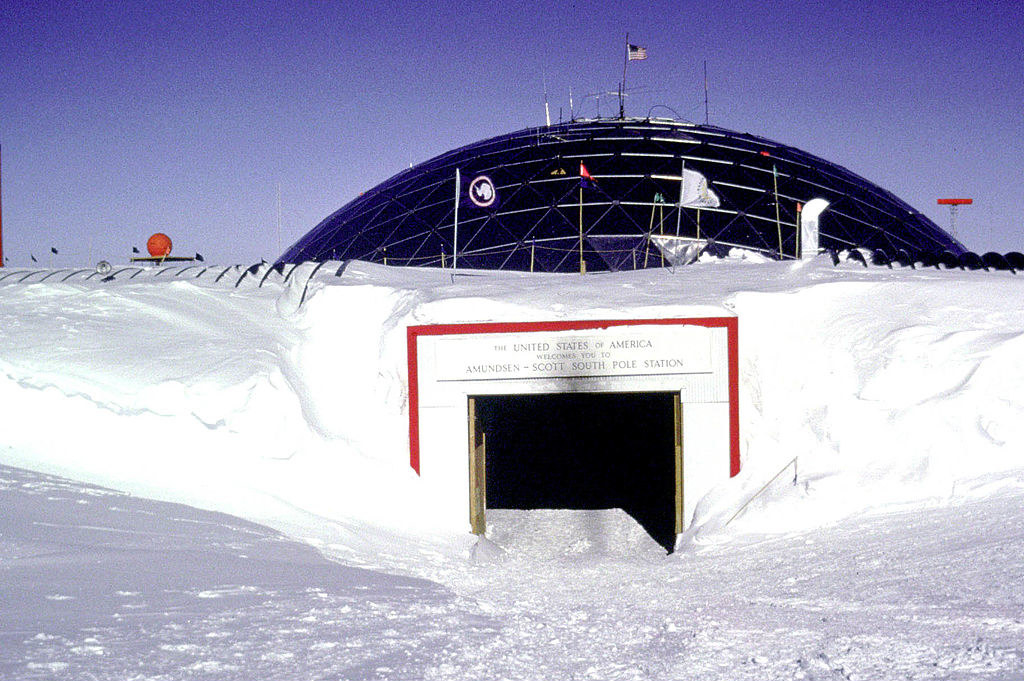
Nieistniejąca już kopuła geodezyjna, tworząca główny budynek stacji w latach 1975–2003